# Lamprocopa seabrai
Lamprocopa seabrai là một loài bọ cánh cứng trong họ Chrysomelidae. Loài này được Gomez Alves miêu tả khoa học năm 1951.